# Weird System
Weird System ist ein Punk-Label aus Hamburg.

## Entwicklung und Schwerpunkte
Bekannt wurde es Anfang der 1980er Jahre durch Deutschpunk-Veröffentlichungen von Bands aus Hamburg und Umgebung wie Razzia oder Blut + Eisen sowie diverse Platten von US-Hardcore-/Punkbands wie Adolescents, Circle Jerks oder Wipers als deutscher Distributor. In den 1990ern brachte das Label die ersten zwei Alben von …But Alive heraus. Ansonsten kümmert sich Weird System seit den 1990er Jahren eher um Wiederveröffentlichungen alter Klassiker, wie die ersten Slime-Alben, das erste Toxoplasma-Album oder die kompletten Diskografien von Vorkriegsjugend, The Buttocks, Chaos Z oder Neurotic Arseholes.
Bekannt ist das Label auch für seine aufwendigen Compilations, wie die Hamburg-Sampler (Waterkant Hits (1983), Paranoia in der Straßenbahn (1990), Slam Brigade Haifischbar (1991)), die Keine Experimente!-Serie in den 1980er Jahren, der Nazis raus!-Sampler (1991), der Berlin-Sampler Wenn kaputt dann wir Spaß (Berlin Punk Rock 1977–1989) (2002) als Beitrag zur Punkgeschichte und die Punk Rock BRD-Reihe (Teile 1–3).
Aktuelle Bands bei Weird System sind außerdem Abwärts, The Movement und Total Konfus.